# Reiner Luyken

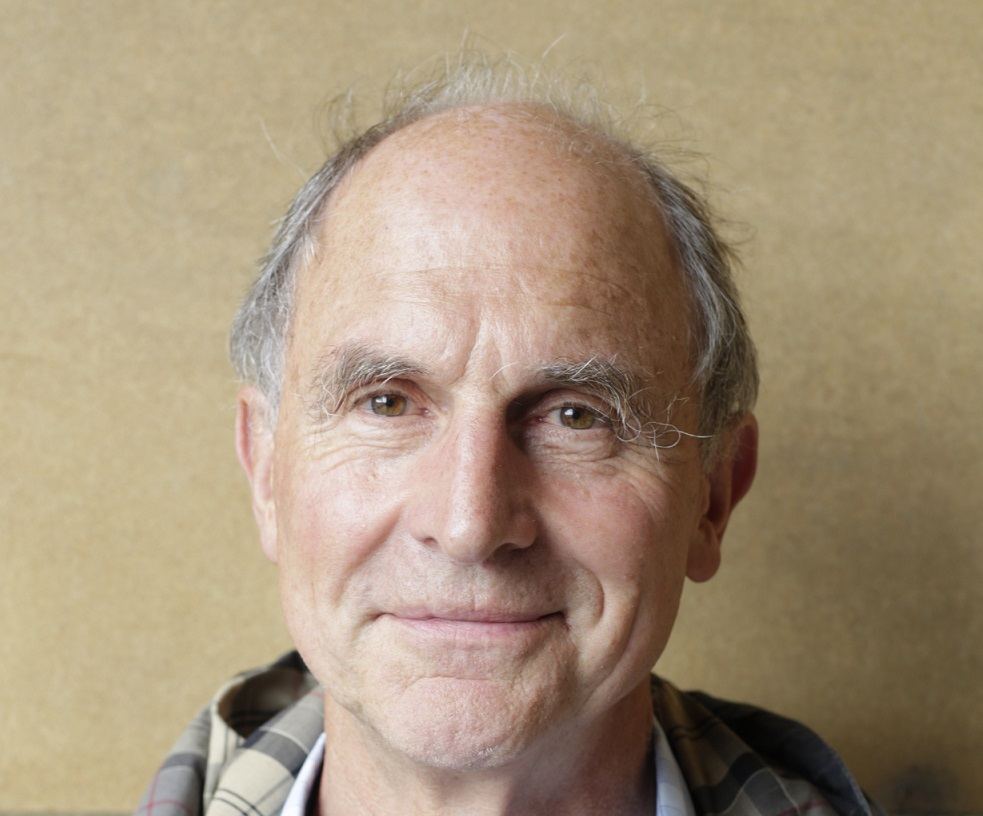
Reiner Luyken (2014)

Reiner Luyken (* 11. Oktober 1951 in Starnberg) ist Buchautor, Kolumnist und vormals Auslandskorrespondent der deutschen Wochenzeitung Die Zeit mit Wohnsitz in Achiltibuie im schottischen Hochland. Von hier aus bereiste er die Welt, meist für längere Recherchen. Luyken ist verheiratet, Vater von vier Kindern und achtfacher Großvater. Heute arbeitet er als Landwirt.

## Leben
Luyken wurde 1951 in Starnberg geboren und legte 1970 das humanistische Abitur am Karlsgymnasium München-Pasing ab. Danach absolvierte er eine Lehre als Cembalobauer und arbeitete als Orgelbauer, Fernfahrer und Zimmerer. 1978 zog Luyken nach Schottland, wo er sechs Jahre lang als Lachsfischer tätig war. 1982 veröffentlichte Die Zeit seinen ersten Artikel. 1984 verbrachte er als Stipendiat der Michael-Jürgen-Leisler-Kiep-Stiftung zwei Monate in den USA. Bis 1994 arbeitete er als freier Autor für Die Zeit, GEO, Merian und zahlreiche andere Publikationen. Von 1994 stand er bis 2016 bei der Zeit unter Vertrag. Seine gelegentlich in der Zeit erscheinende Glosse Mail aus Achiltibuie erfreute sich großer Beliebtheit. Im August 2015 brachte der Ullsteinverlag sein Buch Schotten dicht – Nachrichten aus Schottland und Achiltibuie heraus.
Seit 2011 betreibt Luyken mit seiner Frau Sheileagh in Achiltibuie ein Ferienunternehmen und züchtet Schafe.

## Beispiel
- Abstieg vom Olymp, Zeit Online vom 11. März 1994

## Ehrungen
- 1986 Reportagepreis der IG Metall für Unständig beschäftigt. In: Die Zeit, Nr. 21/1985
- 1990 Beste Wirtschaftsreportage des Jahres für Chemo-Fisch, käfigfrisch. In: Die Zeit, Nr. 37/1989
- 1995 Deutsch-Britischer Journalistenpreis, verliehen von Bundespräsident Roman Herzog und Philip Mountbatten, Duke of Edinburgh, als Schirmherren der Deutsch-Britischen Stiftung für besondere publizistische Verdienste um die Verständigung zwischen der Bundesrepublik Deutschland und dem Vereinigten Königreich
- 1997 Theodor-Wolff-Preis für Die Protest-Maschine. In: Die Zeit, Nr. 37/1996
- 2005 Medienpreis der Johanna-Quandt-Stiftung für Ein kleiner Liter Öl auf großer Fahrt. In: Die Zeit, Nr. 36/2004
- 2008 Hauptpreis der Friedrich und Isabel Vogel-Stiftung für Die Welt im Ei. In: Die Zeit, Nr. 27/2008[2]
- 2012 Ernst-Schneider-Preis, größter deutscher Wettbewerb der Wirtschaftspublizistik, für Mein gutes Geld. In: Die Zeit, Nr. 17/2011[3]